# Liste des évêques et archevêques de Trente

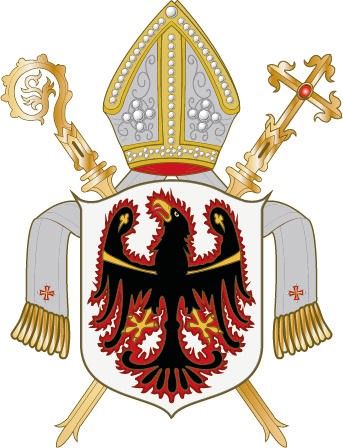
Blason de l'archidiocèse de Trente.

Ceci est une liste des évêques et archevêques de l'archidiocèse de Trente.
En 1027, l'empereur confie le comté de Trente, ainsi que les comtés de Botzen et de Vintschgau, à l'évêque de Trente et érige la principauté ainsi formée en principauté immédiate du Saint-Empire.
En 1801, les princes-évêques perdent la ville et ses dépendances du Tyrol, qui sont sécularisées et incorporées à l'Autriche. En 1929, le diocèse est érigé en archevêché.

## Évêques
- Jovinus
- vers 81: Abundantius
- Claudianus
- Majorianus Ier
- Aspides
- Sambatius
- Valentinus
- Genialis
- Fidelis
- Valerius
- Quarinus
- Majorianus II
- Théodore Ier
- Probus
- Montianus
- ?-378: Cyriacus
- 378-387: Asterius
- 387–400: saint Vigile
- Eugippus ou Regippus
- Quartinus
- ?-470: Peregrinus
- Gratismus ou Gratiosmus
- Théodore II, mort au tournant du siècle.
- ?-595: Agnellus
- Veregundus
- Manassès Ier
- Vitalis Ier
- Stablisianus
- Dominique
- Rusticus
- Romanus
- Vitalis II
- Correntianus
- Sidesicus
- jusqu'en 754: Jean Ier, également évêque de Trieste.
- Maxime
- Mammon
- Marianus
- Dominator
- Ursus
- Clementianus
- ?-802: Amator
- 802-814: Iltigaire (ou Iltigarius, ou encore Hildegarius), également évêque de Trieste.
- 805-814: Volderic
- 814–827: Daniel
- 827–845: Heimpert
- 845–854: siège vacant
- 854–864: Udalschalk (Odescalco en italien)
- 864–874: siège vacant
- 874–881: Adelchis
- Fridebert
- Gisulf
- Bertold
- jusqu'en 900: Jacques
- 900–926: Conrad Ier
- 926–927: Jean II
- 927–932: Bernard Ier
- 932–957: Manassès II d'Arles
- 957–963: Lantram
- 963–971: Arnold Ier (Arnoldo) de Pavie
- 971–992: Arimond
- 992–1004: Raimondo di Caldore
- 1004–1006: siège vacant
- 1006–1022: Uldaric Ier de Flavon

## Princes-évêques
- 1022–1055: Uldaric II , premier prince-évêque à partir de 1027.
- 1055–1065: Azzo
- 1065–1068: siège vacant
- 1068–1082: Henri Ier
- 1082–1084: Bernard II
- 1084–1106: Adalbéron
- 1106–1120: Gebhard
- 1120–1124: Adelpret (ou Albert) Ier
- 1124–1149: Altmann
- 1149–1154: Arnold II
- 1154–1156: Eberhard
- 1156–1177: Saint Adelpret (ou Albert) II
- 1177–1183: Salomon
- 1184–1188: Alberto (ou Albert) III di Madruzzo
- 1188–1205: Conrad (ou Corrado) II di Biseno
- 1205–1207: siège vacant
- 1207–1218: Friedrich von Wangen
- 1219–1223: Albrecht (ou Albert) IV von Ravenstein
- 1223–1232: Gerardo Ier Oscasali
- 1232–1247: Aldrighetto di Castelcampo
- 1250–1273: Egnone d'Appiano
- 1273–1289: Henri II
- 1289–1303: Filippo Buonacolsi
- 1303–1307: Bartolomeo Quirini
- 1310–1336: Henri III de Metz
- 1338–1347: Nicola Abrein
- 1347–1348: Gerardo II di Magnoco
- 1348–1349: Giovanni (ou Jean) III di Pistoia
- 1349–1362: Meinhard von Neuhaus
- 1363–1390: Albrecht (ou Albert) V von Ortenburg
- 1390–1419: Georg Ier von Liechtenstein
- 1421: Armand de Cilly
- 1422: Ernst Auer
- 1422–1423: Heinrich (ou Henri) IV Flechtel
- 1424–1444: Alexandre de Mazovie
- 1444–1446: Benoît Ier
- 1446–1465: Georg II Haak von Themeswald
- 1465–1486: Johann (ou Jean) IV von Hinderbach
- 1486–1493: Ulrich (ou Udalric) III von Frundsberg
- 1493–1505: Ulrich (ou Uldaric) IV von Liechtenstein
- 1505–1514: Georg III von Neideck
- juin 1514–30 juillet 1539: Bernardo (ou Bernhard, ou encore Bernard) III Clesio (ou von Cles)
- 5 août 1539–14 novembre 1567: Cristoforo Madruzzo
- 14 novembre 1567–20 avril 1600: Ludovico Madruzzo
- 20 avril 1600–14 août 1629: Carlo Gaudenzio Madruzzo
- 4 janvier 1630–15 décembre 1658: Carlo Emanuele Madruzzo
- 7 février 1659–28 mai 1665: Sigismond-François d'Autriche
- 31 juillet 1665–25 octobre 1667: Ernst Adalbert von Harrach zu Rohrau
- 9 janvier 1668–2 mars 1677: Sigismund-Alfonz von Thun
- 3 avril 1677–4 février 1689: Francesco Alberti di Poja
- 28 avril 1689–31 décembre 1695: Giuseppe-Vittorio Alberti d'Enno
- 8 mars 1696–22 avril 1725: Johann-Michael von Spaur und Valör
- du 9 septembre au 20 septembre 1725: Giovanni-Benedetto Gentilotti
- 26 janvier 1726–5 avril 1730: Antonius-Dominikus Ier von Wolkenstein-Trostburg
- 19 juin 1730– 1748: Antonius-Dominikus II von Thun
- 1748–1758: Leopold-Ernst von Firmian
- 1758–31 décembre 1762: Francesco-Felice Alberti d'Enno
- 22 août 1763–13 juin 1776: Cristoforo-Francesco Sizzo di Nobis
- 29 mai 1776–17 janvier 1800: Emanuel-Maria-Peter-Michel-Vigilius von Thun-Hohenstein
- 2 avril 1800–9 octobre 1818: Emanuel-Josef-Maria-Peter von Thun-Hohenstein, dernier prince-évêque (jusqu'en 1801).

## Évêques
- 12 novembre 1823-18 mars 1834: François-Xavier Luschin
- 3 mai 1835-3 décembre 1860: Bienheureux Jean Nepomucène de Tschiderer
- 22 mars 1861-13 mars 1879:  Benedetto (ou Benoît) II Riccabona de Reinchenfels
- 16 janvier 1879-17 novembre 1885: Giovanni-Giacomo della Bona
- 24 avril 1886-11 octobre 1903: Eugenio-Carlo Valussi
- 31 janvier 1904-14 juin 1929: Celestino Endrici

## Archevêques
- 14 juin 1929-29 octobre 1940: Celestino Endrici
- 12 avril 1941-14 décembre 1962: Carlo De Ferrari
- 12 février 1963-7 décembre 1987: Alessandro-Maria Gottardi
- 7 décembre 1987-26 septembre 1998: Giovanni-Maria Sartori
- 25 mars 1999-10 février 2015: Luigi Bressan
- depuis le 10 février 2015 : Lauro Tisi (it)

## Source partielle
- Annuaire pontifical, sur le site catholic-hierarchy.org